# Jason Bourne
Jason Charles Bourne, nascido David Webb,  é um personagem fictício e protagonista de uma série de livros escritos por Robert Ludlum e em adaptações cinematográficas posteriores. Ele apareceu pela primeira vez no livro The Bourne Identity (1980), que foi adaptado para a televisão em 1988, interpretando Richard Chamberlain no papel de Bourne. O mesmo livro foi adaptado em 2002 num filme de mesmo nome, e, dessa vez, estrelando Matt Damon no papel principal.
O personagem já apareceu em outros nove romances (os últimos sete foram escritos por Eric Van Lustbader), com o mais recente publicado em 2012. Além do primeiro longa-metragem, A Identidade Bourne  (2002), Jason Bourne também aparece em mais três outros filmes: A Supremacia Bourne (2004), O Ultimato Bourne (2007) e Jason Bourne (filme) (2016), ambos com Damon novamente no papel principal. Jeremy Renner estrelou o quarto filme da franquia, O Legado Bourne , lançado em agosto de 2012. 
Damon chegou a declarar em entrevistas que não faria outro filme de Bourne sem Paul Greengrass, que dirigiu o segundo e o terceiro filme. Voltando apenas no ano de 2016 com o lançamento do quinto filme da franquia, dando continuidade a história do terceiro filme.

## Novelas

### Escritas porRobert Ludlum
- The Bourne Identity (1980) (BR: A Identidade Bourne)
- The Bourne Supremacy (1986) (BR: A Supremacia Bourne)
- The Bourne Ultimatum (1990) (BR: O Ultimato Bourne)

### Escritas porEric Van Lustbader
- The Bourne Legacy (2004) (BR: O Legado Bourne)
- The Bourne Betrayal (2007) (BR: A Traição de Bourne)
- The Bourne Sanction  (2008) (BR: A Punição de Bourne)
- The Bourne Deception  (2009)
- The Bourne Objective  (2010)
- The Bourne Dominion (2011)
- The Bourne Imperative (2012)
- The Bourne Retribution (2013)
- The Bourne Ascendancy (2014)
- The Bourne Enigma (2016)
- The Bourne Initiative (2017)
- The Bourne Nemesis (previsto set/2019)

### Escritas porPaul Garrison
- The Janson Directive (2002)
- The Janson Command (2012)
- The Janson Option (2014)
- The Janson Equation (2015)

## TV

### The Bourne Identity
Em 1988, um filme de duas partes feito para a televisão foi ao ar na ABC. Ele estrelou Richard Chamberlain no papel de Jason Bourne, e Jaclyn Smith como Marie St. Jacques. O filme de TV é considerado muito fiel ao romance de Robert Ludlum, tanto no enredo, quanto na interpretação do personagem de Jason Bourne.

## Cinema
- Filmes com Matt Damon

- - The Bourne Identity (2002)
  - The Bourne Supremacy (2004)
  - The Bourne Ultimatum (2007)
  - Jason Bourne (filme) (2016)

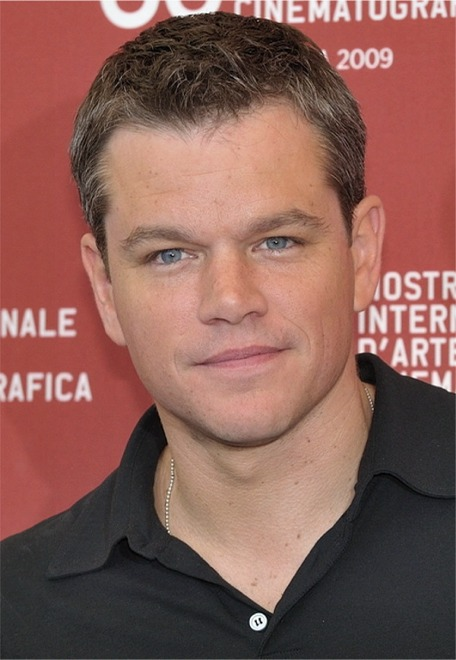
Matt Damon

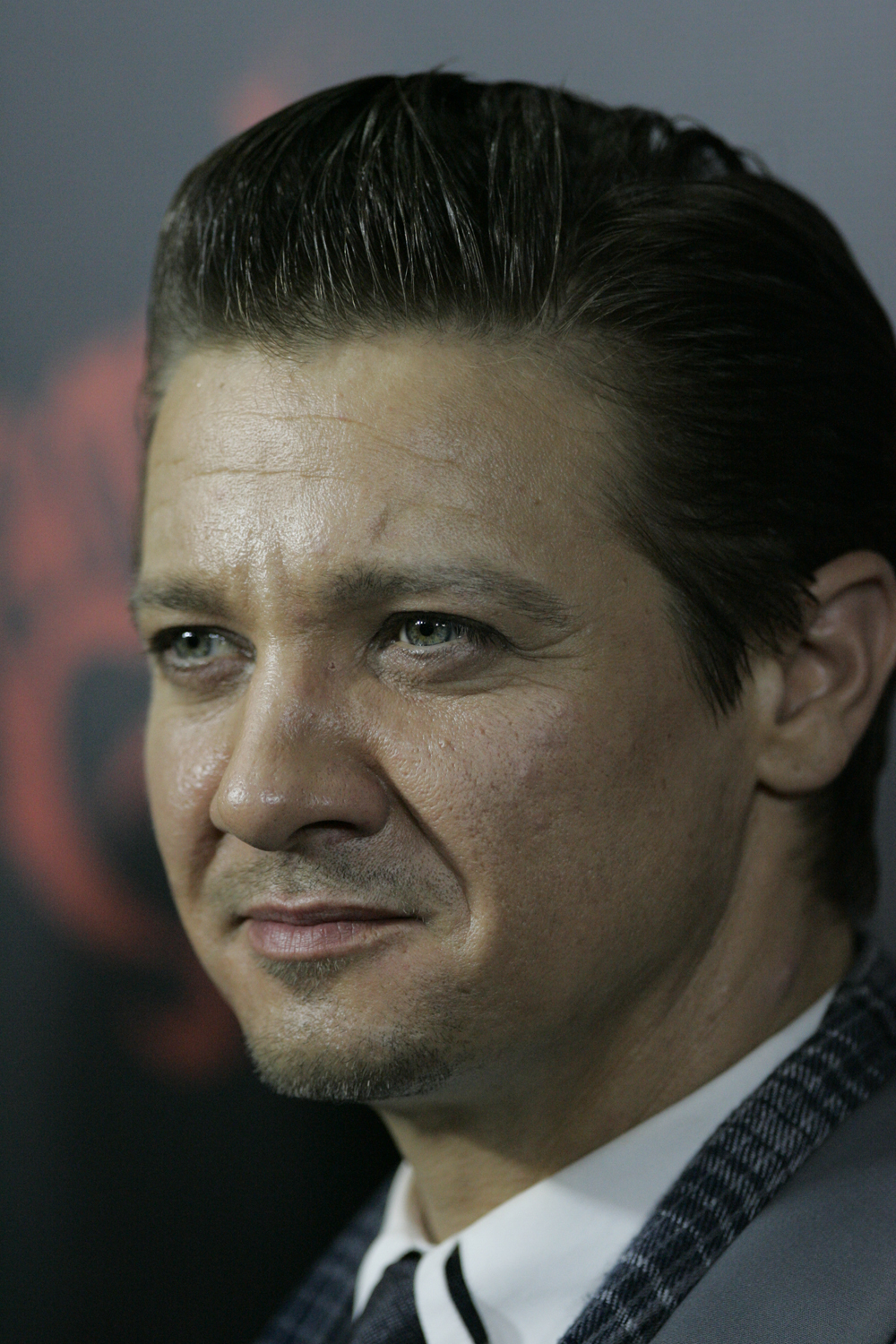
Jeremy Renner

- Sequência da trilogia original, com Jeremy Renner
  - The Bourne Legacy (2012)

### Recepção
A série de filmes Bourne foi recebida com muito sucesso comercial e de crítica. O Ultimato ganhou três Oscars: Melhor Montagem, Melhor Mixagem de Som e Melhor Edição de Som. A Supremacia e O Ultimato ganharam o Empire Award de Melhor Filme.

### Música
A canção "Extreme Ways", do músico Moby, é usada como tema dos créditos-finais de todos os quatro filmes.

### Um quinto filme
A Universal Pictures confirmou em entrevista coletiva em Los Angeles, Califórnia, que eles têm planos para lançar mais filmes de Bourne, apesar de O Legado Bourne ter tido críticas mistas por críticos. Em uma entrevista em dezembro 2012, Matt Damon revelou que ele e Paul Greengrass estão interessados em voltar para o próximo filme da série.

## Video Games
- Robert Ludlum's The Bourne Conspiracy (2008), para Xbox 360 and PlayStation 3

- Ludlum, que tinha os direitos para uma franquia de jogos eletrônicos do personagem, vendeu-o à Electronic Arts em 2009. EA planeja fazer vários jogos baseados em Bourne. O primeiro jogo Bourne estaria sendo desenvolvido pela Starbreeze Studios. No entanto, o novo jogo foi arquivado pela própria Starbreeze Studios.

Radical Entertainment teria tentado desenvolver um jogo do personagem intitulado Treadstone, mas foi cancelado mais tarde.